# Oskars Muižnieks
Oskars Muižnieks (Jūrmala, URSS, 9 de diciembre de 1989) es un deportista letón que compite en triatlón y biatlón. Ganó una medalla de plata en el Campeonato Europeo de Triatlón de Invierno de 2017.

## Palmarés internacional
| Campeonato Europeo | Campeonato Europeo | Campeonato Europeo | Campeonato Europeo |
| Año                | Lugar              | Medalla            | Prueba             |
| ------------------ | ------------------ | ------------------ | ------------------ |
| 2017               | Otepää (Estonia)   | Medalla de plata   | Individual         |